# Lliberts choctaw
Els lliberts choctaw eren esclaus afroamericans que formaren part de la Nació Choctaw d'Oklahoma quan foren emancipats després de la Guerra Civil dels Estats Units, un requeriment del tractat que els Estats Units van imposar als choctaws en 1866. Els choctaws havien lluitat al costat de la Confederació durant la guerra.
"Lliberts" (anglès freedmen) és un dels termes donats a les persones recentment emancipades després que l'esclavitud va ser abolida als Estats Units. Els lliberts choctaws van ser adoptats per la Nació Choctaw en 1885.
Igual que altres tribus, els choctaws havien mantingut com a esclaus captius de guerra. A mesura que van adoptar elements de la cultura europea, com ara granges i plantacions més grans, van començar a adaptar el seu sistema per un de propietat personal dels treballadors esclaus d'ascendència africana. Moshulatubbee tenia esclaus, igual que molts dels europeus, en general els comerciants de pells que es van casar en la Nació Choctaw. Les famílies Folsom i Leflore eren alguns dels plantadors que tenien el major nombre d'esclaus. L'esclavitud va durar en la Nació Choctaw fins a 1866. Els antics esclaus de la Nació Choctaw serien anomenats lliberts choctaw. Entre les famílies d'ascendència africana i amb estatut de llibertat dins la Nació Choctaw en el moment de la deportació fou la família Beams.